# Begonia tuberculosa
Espèce
Begonia tuberculosa est une espèce de plantes de la famille des Begoniaceae.
Elle a été décrite en 2009 par Deden Girmansyah (2009).